# Monnina canescens
Monnina canescens är en jungfrulinsväxtart som beskrevs av Ramón Alejandro Ferreyra. Monnina canescens ingår i släktet Monnina och familjen jungfrulinsväxter. Inga underarter finns listade i Catalogue of Life.